# Dichatomus
Dichatomus is een geslacht van vliesvleugeligen uit de familie Eulophidae. De wetenschappelijke naam van dit geslacht is voor het eerst geldig gepubliceerd in 1878 door Förster.

## Soorten
Het geslacht Dichatomus omvat de volgende soorten:
- Dichatomus acerinus Förster, 1878
- Dichatomus notatus Suciu, 1980